# Кичигино (Владимирская область)
Кичигино — опустевшая деревня в Муромском районе Владимирской области России, входит в состав Борисоглебского сельского поселения.

## География
Деревня расположена в 8 км на восток от центра поселения села Борисоглеб и в 21 км на север от Мурома, высота центра селения над уровнем моря — 142 м.
На 2020 год в Кичигино улиц и переулков не числится.

## История
Известна с начала XX века.
C 1926 года деревня входила в состав Чаадаевской волости Муромского уезда, c 1929 года — в состав Раменского сельсовета Муромского района, с 1940 года — в составе Благовещенского сельсовета, с 1977 года — в составе Польцовского сельсовета, с 2005 года — в составе Борисоглебского сельского поселения.

## Население
| 2010 | 2021 |
| ---- | ---- |
| 0    | →0   |

В 1926 году в деревне числилось 16 дворов и 88 жителей (46 мужчин и 42 женщины).